# António Véstia da Silva
António João Véstia da Silva (São Domingos de Ana Loura, Estremoz, 12 de Janeiro de 1941 - Lisboa, 12 de Janeiro de 2017), foi um político, professor e advogado português.

## Biografia

### Nascimento
António Véstia da Silva nasceu na freguesia de São Domingos de Ana Loura, em 12 de Janeiro de 1941, filho de António Domingos da Silva e de Maria Joana Véstia.

### Formação e carreira profissional e política
Começou a trabalhar ainda durante a juventude, tendo guardado gado até aos catorze anos. Cumpriu o ensino primário na sua terra natal, e entre 1955 e 1960 frequentou o curso comercial na Escola Industrial e Comercial de Beja. Entre 1960 e 1961, exerceu como mestre de Grafias na Escola Industrial e Comercial de Beja, e depois entrou na Escola Industrial e Comercial de Espinho, onde ficou até 1966. Nesse ano integrou-se na Escola Industrial e Comercial Avelar Brotero, em Coimbra, e ao mesmo tempo que ensinava, tirou o curso de Direito na Faculdade de Direito da Universidade de Coimbra. Terminou o curso em 1972, um ano mais tarde do que o previsto, devido a ter participado na Crise académica de 1969.
Entre 15 de Dezembro de 1972 e 13 de Março de 1973, trabalhou como delegado do Procurador da República na comarca de Oliveira do Hospital, e de 14 de Março a 29 de Setembro de 1973 exerceu a mesma posição na comarca de Pombal, como requisitado. Em 4 de Outubro pediu a exoneração do cargo de delegado em Oliveira do Hospital, começando então a exercer como advogado e professor na Escola Industrial e Comercial em Estremoz.
António Véstia da Silva exerceu como presidente da comissão administrativa ad hoc da Câmara Municipal de Estremoz, de 28 de Março de 1975 a 31 de Dezembro de 1976. Em 1976 e 1979 foi eleito como presidente da câmara, posto que manteve até 29 de Dezembro de 1982. Em 1989 recandidatou-se à presidência do concelho, tendo sido eleito Partido Socialista. Cumpriu o mandato de 2 de Janeiro de 1990 a 16 de Novembro de 1992, data em que interrompeu funções para se reformar. Foi substituído pelo seu vice-presidente, José Gomes Palmeiro da Costa.
Durante os seus mandatos, foi um dos principais responsáveis pelo desenvolvimento do concelho nas áreas do ambiente, cultura, economia e sociedade.

### Falecimento
António Véstia da Silva faleceu em 12 de Janeiro de 2017, no Hospital de Santa Marta, em Lisboa, no mesmo dia em que completaria 76 anos. O funeral teve lugar no dia seguinte, tendo o corpo sido depositado no cemitério de São Domingos Ana Loura.

## Homenagens
Após o seu falecimento, a divisão de Estremoz do Partido Socialista emitiu uma nota de pesar. Em sua homenagem, a Câmara Municipal de Estremoz decretou um dia de luto, tendo colocado a bandeira a meia-haste no edifício dos Paços do Concelho.